# Lomuvatka
Lomuvatka (en ucraniano: Ломуватка; en ruso: Ломоватка, romanizado: Lomovatka) es un asentamiento urbano ucraniano perteneciente al óblast de Lugansk. Situado en el este del país, hasta 2020 era parte del área municipal de Brianka, pero hoy es parte del raión de Alchevsk y del municipio (hromada) de Kadievka. Sin embargo, según el sistema administrativo ruso que ocupa y controla la región, Lomuvatka sigue perteneciendo al área municipal de Brianka.
El asentamiento se encuentra ocupado por Rusia desde la guerra del Dombás, siendo administrado como parte de la de facto República Popular de Lugansk y luego ilegalmente integrado en Rusia como parte de la República Popular de Lugansk rusa.

## Geografía
Lomuvatka está a orillas del río homónimo, 9 km al suroeste de Brianka y 56 km al oeste de Lugansk.

## Historia
El lugar se originó como un asentamiento de estación a finales del siglo XIX como parte de Jannivka.
La localidad se independizó en 1953 tras la construcción de una mina de carbón. En 1963, Lomuvatka finalmente se convirtió en un asentamiento de tipo urbano.
En verano de 2014, durante la guerra del Dombás, los separatistas prorrusos tomaron el control de Lomuvatka y desde entonces está controlado por la autoproclamada República Popular de Lugansk.

## Demografía
La evolución de la población entre 1989 y 2022 fue la siguiente:
| 1185                                                          | 1041 | 920 | 933 | 894 | 881 |
| (Fuente: Cities & Towns of Ukraine y UKRAINE: Größere Städte) |      |     |     |     |     |

Según el censo de 2001, la lengua materna de la mayoría de los habitantes, el 78,67%, es el ucraniano; del 21.33% es el ruso.